# Lena Micko
Eva-Lena Micko, född 18 juni 1955 i Umeå landsförsamling, är en svensk socialdemokratisk politiker. Efter att ha varit kommunalråd och kommunstyrelsens ordförande i Linköpings kommun var hon ordförande för Sveriges Kommuner och Landsting 2015–2019. Mellan den 1 oktober 2019 och 30 november 2021 var hon civilminister i regeringen Löfven II och Löfven III.

## Biografi
Lena Micko gick gymnasiet (humanistisk linje) på Katedralskolan i Linköping och har studerat bl.a. franska vid Linköpings universitet. Hon arbetade 1979–1981 som informationssekreterare och 1981–1988 som flyktingsamordnare på Linköpings kommun, innan hon 1988 blev kommunalråd i Linköping. Åren 1992–1999 arbetade Micko resultatenhetschef för arbetsmarknads- och personalfrågor i Linköping, innan hon åter blev kommunalråd 1999. Lena Micko var kommunstyrelsens ordförande i Linköping 2001–2006, vice ordförande 2007–2014 och åter kommunstyrelsens ordförande 2014–2015.
År 2003 valdes hon in i styrelsen för Sveriges Kommuner och Landsting (SKL). Lena Micko var SKL:s ordförande mandatperioden 2015–2019 och blev 2:e vice ordförande 2019. Under SKL-tiden var hon också ledamot i styrelsen för KPA Pension 2011–2015 och dess ordförande 2015–2019. Hon var vice ordförande i Council of European Municipalities and Regions 2015–2019.
Lena Micko var Sveriges civilminister 2019–2021.
Hon var ledamot i Socialdemokraternas partistyrelse 1993–2011, kom in i verkställande utskottet som ersättare 2011 och är ledamot där sedan 2017. Hon var distriktsordförande för Socialdemokraterna i Östergötland 2012–2015.
Micko har haft flera styrelseuppdrag för myndigheter och organisationer. Hon var ledamot i styrelsen för Länsstyrelsen i Östergötland 1994–2002, ledamot i Statens Fastighetsverks styrelse 2000–2005, ledamot i Bostadskreditnämnden 2003–2005, ordförande i Fortifikationsverkets styrelse 2005–2007 och ledamot i Fjärde AP-fondens styrelse 2011–2015. Hon var ordförande i Föreningen Svenskt Flyg 2007–2011.